# Révolution haïtienne de 1843
 (août 2022).

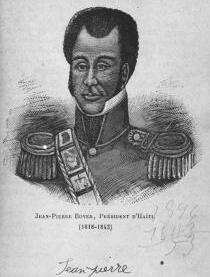
Le président à vie, Jean-Pierre Boyer.

La révolution haïtienne de 1843 est une révolte populaire contre le président à vie Jean-Pierre Boyer et sa dictature. Cette révolte permet le rétablissement de la démocratie et de la constitution de la première république. 

## Description 1843
À la mort d'Alexandre Pétion en 1818, Jean-Pierre Boyer  est reconnu président à vie par acclamation. Profitant de la révolution nordiste et du suicide du roi Henri Christophe en 1820, il rattache le nord du territoire. Puis, en 1822, il envahit la partie espagnole de l'île et réunit sous sa domination l'île entière. 
En 1825, le roi de France Charles X accepte de reconnaître l'indépendance de la République d'Haïti moyennant une indemnité de 150 millions de francs-or. Boyer négocie longuement et réussit à réduire la somme à 90 millions. Pour honorer cette dette, il doit instaurer de lourds impôts. Afin de dynamiser l'économie agricole, il restaure la corvée. 
Il gouverne pendant 25 ans et porte Haïti à un degré respectable de prospérité. Mais ses mesures suscitent une hostilité populaire. Un mouvement insurrectionnel, parti du village de Praslin, non loin de la ville des Cayes, et ayant à sa tête le général Charles Rivière Hérard, finit par avoir raison de lui : voyant l'insurrection près de triompher, il abdique en 1843 et se retire en Jamaïque, puis en France, où il termine ses jours. 
La révolte a débuté en 1842, lorsque Charles Rivière Hérard conduit un mouvement insurrectionnel à partir du Manifeste de Praslin du 1er septembre 1842. Cette révolte, partie du village de Praslin, près de la ville des Cayes, se répand dans le tout pays et finit par renverser Boyer. Hérard devient alors Président de la République le 4 janvier 1844. Mais la révolution qu'il a déclenché va se retourner contre lui. Le 3 mai 1844, Hérard est renversé par des révolutionnaires et exilé. C'est alors le vieux général Philippe Guerrier qui lui succède comme Président de la République d'Haïti.